# ドラゴンボールウォーズ
『ドラゴンボールウォーズ』（DRAGON BALL Wars）は、バンダイネットワークス（当時）のモバイルゲームサイト「ドラゴンボールモバイル」より配信されていたシミュレーションRPG。現在は配信終了となっている。鳥山明原作の漫画・アニメ作品『ドラゴンボール』を題材にしている。

## 概要
原作『ドラゴンボール』の第23回天下一武道会編から魔人ブウ編までのストーリーを数回に分けて配信。チュートリアル的な内容の第0話は『ドラゴンボールZ たったひとりの最終決戦〜フリーザに挑んだZ戦士 孫悟空の父〜』が基になっている。
『バンダイナムコゲームス』の子会社『バンプレスト』から出ている『スーパーロボット大戦シリーズ』と似たシステムを持っており、一部のスキルに「集中」（1ターンの間、命中率と回避率がアップ）「必中」（1ターンの間、命中率が100%）「鉄壁」（一度だけ受けるダメージを減らす）といったスーパーロボット大戦シリーズに出てきた物が採用されている。
2018年6月現在、『ドラゴンボール』を題材にしたゲームで「シミュレーションRPG」は本作のみである。

## ストーリー
- 第0話 - 惑星ベジータの消滅
- 第1話 - 波乱の天下一武道会
- 第2話 - 謎の異星人戦士
- 第3話 - 戦士たちの修行
- 第4話 - 果てしなき蛇の道
- 第5話 - サイヤ人来たる!!
- 第6話 - 天下分け目の超決戦!!
- 第7話 - 暗雲うずまくナメック星
- 第8話 - 孫悟空の宇宙船
- 第9話 - ベジータ快進撃
- 第10話 - 恐怖のギニュー特戦隊
- 第11話 - 悟空か!?ギニューか!?
- 第12話 - いでよ本場の神龍!!
- 第13話 - フリーザ超変身!!
- 第14話 - 伝説の超サイヤ人
- 第15話 - ふたりめの超サイヤ人
- 第16話 - 悟空、敗れる!!
- 第17話 - 17号･18号、そして…16号
- 第18話 - ジンジャータウンの決闘
- 第19話 - 新生ピッコロ対17号
- 第20話 - 阻止せよ！セルの完全体
- 第21話 - 完全体 完成!
- 第22話 - セルゲーム始まる
- 第23話 - かめはめ派対かめはめ派
- 第24話 - もうひとつの結末
- 第25話 - 魔導士バビディ
- 第26話 - こいつが魔人ブウ!?
- 第27話 - さらば誇り高き戦士
- 第28話 - 限界!!超サイヤ人3
- 第29話 - 絶体絶命大大大ピンチ!!
- 第30話 - 天下無敵の合体お父さん
- 第31話 - ブウの中のブウとブウ
- 第32話 - 大団円、そして…

## 登場キャラクター
- 孫悟空
- ピッコロ
- 孫悟飯（幼年期）
- 孫悟飯（少年期）
- 孫悟飯（青年期）
- クリリン
- ヤムチャ
- 天津飯
- 餃子
- ベジータ
- トランクス･剣（青年期）
- トランクス・闘（青年期）
- トランクス（少年期）
- 孫悟天
- ミスター・サタン
- ビーデル
- ヤジロベー
- ブルマ
- チチ
- デンデ
- 界王神
- バーダック
- ラディッツ
- 栽培マン
- ナッパ
- キュイ
- アプール
- ドドリア
- ザーボン
- グルド
- リクーム
- バータ
- ジース
- ギニュー
- フリーザ
- メカフリーザ
- コルド大王
- 人造人間19号
- 人造人間20号
- 人造人間16号
- 人造人間17号
- 人造人間18号
- セル
- セルジュニア
- スポポビッチ
- ヤムー
- プイプイ
- ヤコン
- ダーブラ
- 魔人ブウ
- タンバリン
- メタリック軍曹
- バトルジャケット
- アックマン
- ウーブ

### 本作オリジナルキャラクター
『ドラゴンボールウォーズ』、同じくドラゴンボールモバイル内のゲーム『ドラゴンボール RPG』、『超ドラゴンボール RPG』には、原作に登場したキャラクターの色違いオリジナルキャラクターが多数登場する。
- ラズベ
- ドラゴ
- レンジ